# KMail
KMail — поштовий клієнт графічної оболонки KDE. Досить зручний і простий у використанні[джерело?], тому має популярність серед користувачів Linux поруч із Thunderbird та іншими поштовими клієнтами.